# Letiště Mactan-Cebu
Mezinárodní letiště Mactan-Cebu je mezinárodní veřejné civilní letiště, nacházející se na ostrově Mactan ve městě Lapu-Lapu, nedaleko Cebu City. Letiště obsluhuje zejména ostrov Cebu a střední Visayské ostrovy. Jedná se o druhé nejvytíženější letiště Filipín podle počtu cestujících hned po manilském letišti. Slouží jako uzlové letiště pro letecké společnosti Cebu Pacific a Philippine Airlines.
Letiště přepravilo za rok 2019 rekordních 12,6 milionu pasažérů a odbavilo 107 tisíc letů.

## Historie
První ranvej byla zbudována americkými leteckými silami roku 1956, které ji využívaly během války ve Vietnamu jako základnu pro stroje C-130.
Letiště začalo operovat civilně 27. dubna 1966 sdílením ranveje s leteckou základnou pro domácké lety, charterové lety do zahraničí začaly roku 1978.
27. srpna 2018 navrhl tehdejší filipínský prezident Rodrigo Duterte u příležitosti svátku Národních hrdinů přejmenovat letiště po náčelníkovi Lapu-Lapu, který během bitvy o Mactan v roce 1521 porazil výpravu mořeplavce Fernanda Magellana a stal se tak jedním ze symbolů odporu proti koloniální nadvládě.

## Terminály

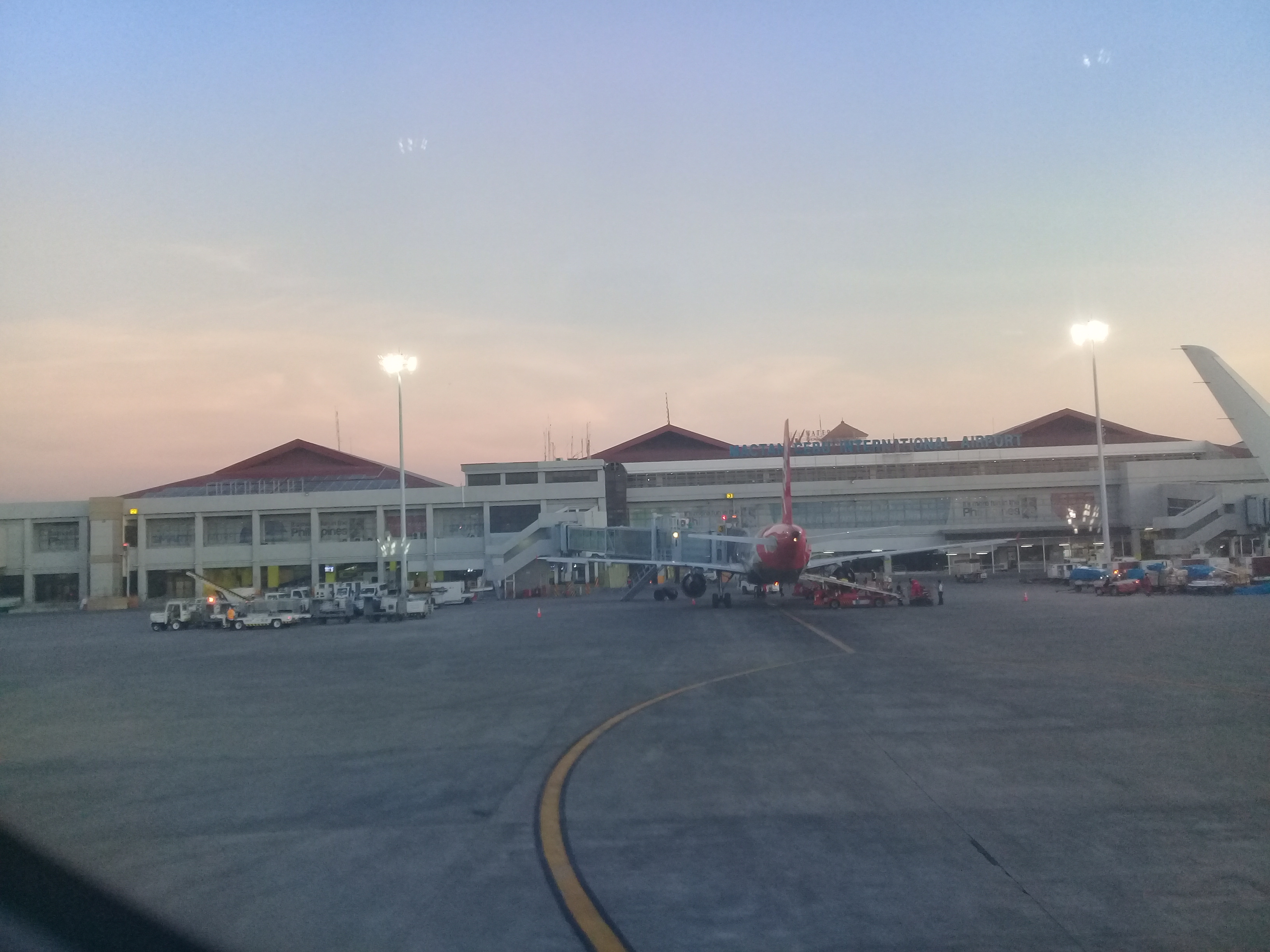
Terminál 1

### Terminál 1
Terminál 1 byl postaven roku 1990 a slouží pro vnitrostátní přepravu. Areál prošel mezi lety 2018 až 2019 renovacemi souvisejícími se stavbou druhého terminálu, při kterých byly vystavěny mimo jiné prostory letištních salónků a rozšíření předodletového areálu. Terminál 1 má kapacitu až 4,5 milionů cestujících za rok.

### Terminál 2
Stavba druhého terminálu byla plánována již od roku 2005, letištní správa ale investovala do rozšiřování prvního terminálu. Od roku 2009 letiště ročně odbavovalo více než 4,5 milionu cestujících, což byla maximální kapacita terminálu. Veřejná soutěž byla vyhlášena roku 2012, konstrukce byla zahájena roku 2016 a druhý terminál byl otevřen 1. července 2018.
Budova druhého terminálu je moderní konstrukce od hongkongského studia Integrated Design Associates se střechou z dřevěných trámů. Stavba vyhrála ocenění World Transport Festival za rok 2019 v kategorii dokončených dopravních staveb. Terminál má kapacitu až 8 milionů cestujících za rok.

## Doprava na letiště
Z centra na letiště se lze dostat autobusem nebo pomocí taxi.

## Letecké společnosti
Podle zdroje:
| Společnost             |
| ---------------------- |
| Air Asia               |
| Air Busan              |
| Air Juan               |
| Airswift               |
| Asiana Airlines        |
| Cathay Airlines        |
| Cebgo                  |
| Cebu Pacific           |
| China Eastern Airlines |
| Emirates               |
| EVA Air                |
| JejuAir                |
| Jin Air                |
| Korean Air             |
| Lucky Air              |
| Philippine Airlines    |
| Scoot                  |
| Sichuan Airlines       |
| China Southern         |
| SilkAir                |
| Tigerair Taiwan        |
| T'way Air              |
| Xiamen Air             |